# Depresivní děti touží po penězích
Občanské sdružení Depresivní děti touží po penězích (zkratka DDTPP) vytváří mezidisciplinární umělecké projekty. Cílem těchto projektů je nahlédnout různé prostory z jiné, neobvyklé perspektivy, využít jejich genia loci prostřednictvím zvláštního uměleckého ztvárnění specifického díla a taktéž zdokumentovat stav příslušného objektu.

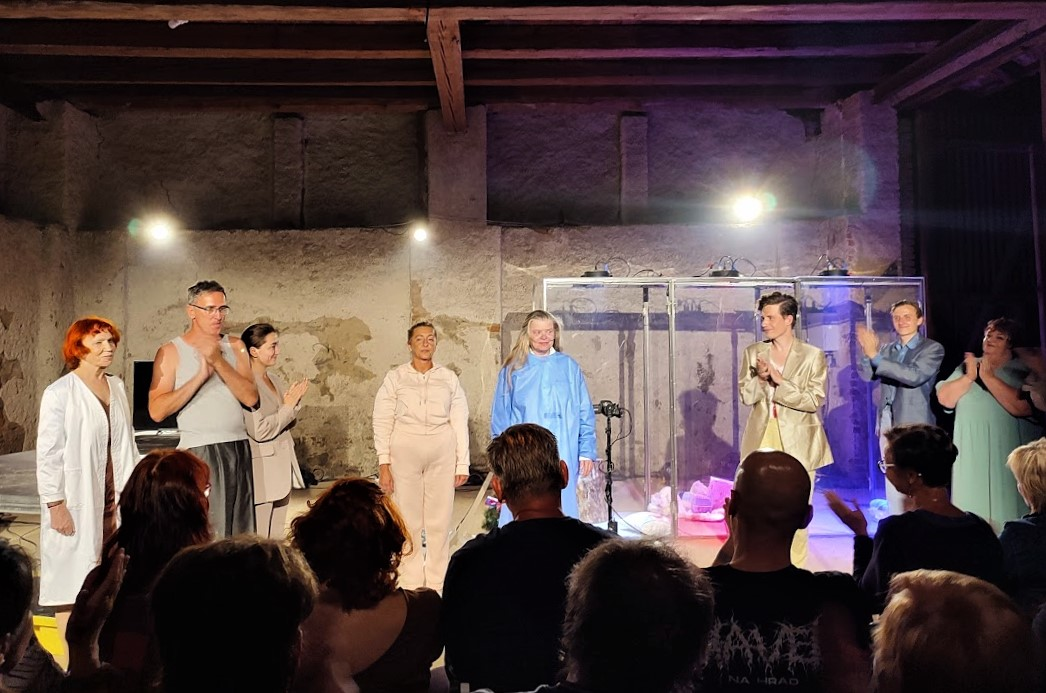
Představení Očistec si zaslouží každý, Vanda Hybnerová, Zuzana Bydžovská, Daniel Krejčík; zámek Osečany, 30. 7. 2022

V čele sdružení stojí od počátku jako jeho předseda, režisér divadelních představení, dramaturg a performer Jakub Čermák (̈* 1980 Újezd nad Lesy); v hereckém souboru jsou mimo jiné herečky Zuzana Bydžovská, Vanda Hybnerová, Antonie Rašilovová, Josefína Dušková nebo Radka Fidlerová a herec Daniel Krejčík.

## Realizované projekty
- Racek v Karlíně – (2004) inscenace Čechovova Racka v povodněmi poškozeném Hudebním divadle Karlín
- Zveme Vás na oslavu Ludwigova návratu – projekt bytového divadla na základě textu Thomase Bernharda Ritter, Dene, Voss
- Czech Arny – spolupráce na realizaci výstavy v budově bývalého nádraží Plzeň-Jih
- Faidra – (2005) filmová podoba kantáty Benjamina Brittena
- Noci v mauzoleu – (2006) divadelní projekt v Památníku na Vítkově, zahrnoval představení Dea Loher – Třetí sektor, Zánik domu Usherů podle E. A. Poea, Camusova Caligulu, představení Zveme Vás na oslavu Ludwigova návratu podle Thomase Bernharda a scénická koláž na téma Faidra
- Noci na nádraží – (2007) cyklus divadelních představení v budovách Hlavního nádraží v Praze. V rámci projektu byla realizována představení: Višňový Sade podle textů markýze de Sade a Čechovova Višňového sadu, Aischylova Oresteia, Schillerův Don Carlos, dále performance Noc ing. Pernera (ve spolupráci s bezdomoveckým divadlem Ježek a Čížek), cyklus scénických čtení her s gender tematikou pod souhrnným názvem Inženýrky ducha a scénické čtení Taboriho Kanibalů
- Noci v bytě – (2008) projekt bytového divadla, představení: Návštěva staré dámy (České nebe) podle F. Dürrenmatta ve Volmanově vile, Zveme Vás na oslavu Ludwigova návratu podle Thomase Bernharda a Salome Oscara Wildea
- Lovci a kanibalové – (2009) je divadelní diptych s tematikou holocaustu, který obsahuje drama Kanibalové Georga Taboriho a Lovecká společnost Thomase Bernharda; oba projekty byly v prosinci 2009 uváděny holešovické La_Fabrice v Praze.
- Bernhard Monument – (2010) byl divadelní cyklus několika představení Thomase Bernharda uvedený v různých prostorech Památníku na Vítkově, kde byl uváděn od května do října 2010. V průběhu roku byly uvedeny tyto inscenace: Lovecká společnost, Kulturštrůdl, Kalkwerk, Prezident a Alžběta II. V říjnu 2010 Národní muzeum rozhodlo o ukončení projektu a z původně zamýšleného cyklu tak zbylo pouze torzo.
- Zahradní slavnost – (2010) tato absurdní hra Václava Havla byla na přání režiséra Vladimíra Morávka uvedena v premiéře na festivalu Divadelní svět Brno v divadle Husa na provázku.
- Pražské Quadriennale – (2011) DDTPP vytvořily část expozice českého pavilonu pavilonu v Sekci zemí a regionů. Prezentovaly se zde výstavní verzí svého Reliquiara.
- Zrcadlo – (2011) pro festival alternativního divadla …next wave… Depresivní děti vytvořily performanci Velké zrcadlo, svůj dosud personálně nejrozsáhlejší počin. Při uvedení v NoD v Praze a v brněnské Huse na provázku v něm vystupovalo až 50 performerů.
- MY FATHER'S SECRET – (2011) mezinárodní projekt, který se zabývá tématem „neviditelnosti“ gay komunity v bývalých socialistických zemích před pádem železné opony. Premiéra se odehrála v prosinci 2011 v Drážďanech.
- Reliquiarum – (2009) sociálně-divadelní happening, inspirovaný kaplí sv. Kříže na Karlštejně a obchodním domem Palladium v Praze; v kapli dal Karel IV. do otvorů v rámech 130 deskových obrazů světců (tzv. Svaté vojsko Kristovo) od Mistra Theodorika vložit 130 relikvií těchto světců. Kaple sloužila především k privátním bohoslužbám a rozjímání. Stejný počet „posvátných předmětů“ má uchovat i Reliquiarum; zatímco Karel IV. vybíral podle římského martyrologia, Depresivní děti si vybrali významné osobnosti nejrůznějších oblastí lidské činnosti 20. století jako „svaté vojsko současného světa“. Premiéra se konala v červnu 2009 na festivalu Divadlo Evropských regionů v Hradci Králové; druhé představení na festivalu Divadlo v Plzni v září 2009 a třetí na festivalu …příští vlna/next wave… v Praze, také roku 2011 v rámci projektu Perverze v Čechách v divadle Husa na provázku v Brně.[1]

## Další projekty do roku 2022
- Bordel d'amour
- In the Name of Gift
- Martyrium aneb Umění trpět
- Milostný dopis ženě, kterou nemilujeme
- Naši furianti
- Sen o říši krásy
- 120 dnů Sodomy
- Očistec si zaslouží každý, hlavní role Zuzana Bydžovská, Vanda Hybnerová, Daniel Krejčík, scénář a režie Jakub Čermák (premiéra 14. června 2022 ve Venuši ve Švehlovce) – hra ve vypjatě groteskní formě zobrazuje deformaci osobnosti politika ve vrcholné politické funkci (zde prezident republiky); excelující Zuzana Bydžovská ztvárnila hlavu státu, který dožívá ve své funkci; roli pojala jako několikafázovou psychofyzickou kreaci, vyúsťující do zmrtvění, ne však smrti. Partnerku má ve Vandě Hybnerové, představující první dámu. Autorovým úmyslem zjevně nebyla jednorázová satira na zemanovské téma (jméno inkumbentního českého prezidenta ve hře nepadne) – hra míří výšeː Čermák se snaží vylíčit tragigrotesknost situace hlavy státu; prezidenta polidštil zdůrazněním jeho jisté bezmoci a osamocenosti; nevynechal státníkovu fóbii z umístění v LDN na Vysočině. Záměrem bylo ukázat devastující vliv pobytu ve vrcholné politice, zatemňující mysl a blokující sebereflexi. Očistec pak završují úvahy o osamělosti a lidských tragédiích, které se nevyhýbají mocným tohoto světa.[2]